# Ora più buia
"L'Ora più buia" (In inglese: The Darkest Hour) è un'espressione attribuita al premier britannico Winston Churchill per descrivere il periodo della seconda guerra mondiale che va dalla caduta della Francia all'Operazione Barbarossa. Periodo nel quale il Regno Unito e il Commonwealth si ritrovarono a fronteggiare l'Asse senza l'ausilio di altre grandi potenze.

## Panoramica
L'espressione è particolarmente usata per indicare il periodo nel quale il Regno Unito sembrava essere direttamente minacciato da un'invasione da parte della Germania nazista. In particolare il periodo che va dall'evacuazione di Dunkerque alla vittoria alleata nella battaglia d'Inghilterra. Il momento più "oscuro" di solito è considerato il 10 maggio 1941, quando morirono oltre 1 500 civili in attacchi della Luftwaffe soltanto a Londra.
Sebbene l'Impero britannico fosse l'unica grande potenza a combattere i tedeschi e gli italiani durante quel periodo, non fu l'unica grande potenza a combattere l'Asse nel complesso della seconda guerra mondiale. Infatti la Cina era in guerra contro l'Impero giapponese dal 1937, e nel periodo che va da Fall Rot alla battaglia d'Inghilterra, altri stati erano stati invasi dall'Asse in questo periodo, come la Jugoslavia o la Grecia, che dopo aver respinto gli italiani fu occupata dalla Germania nell'Operazione Marita.

## Cultura di massa
- Dalla frase deriva il titolo del film del 2017 L'ora più buia, diretto da Joe Wright.[1]